# Spermacoce nigricans
Spermacoce nigricans är en måreväxtart som beskrevs av Wilhelm Franz Herter. Spermacoce nigricans ingår i släktet Spermacoce och familjen måreväxter.
Artens utbredningsområde är Uruguay. Inga underarter finns listade i Catalogue of Life.